# Draper (Utah)
Draper é uma cidade localizada no estado norte-americano do Utah, no Condado de Salt Lake e Condado de Utah.

## Demografia
Segundo o censo norte-americano de 2000, a sua população era de 25.220 habitantes.
Em 2006, foi estimada uma população de 36.873, um aumento de 11653 (46.2%).

## Geografia
De acordo com o United States Census Bureau tem uma área de 78,6 km², dos quais 78,6 km² cobertos por terra e 0,0 km² cobertos por água. Draper localiza-se a aproximadamente 1410 m acima do nível do mar.

## Localidades na vizinhança
O diagrama seguinte representa as localidades num raio de 8 km ao redor de Draper.